# 趙奢

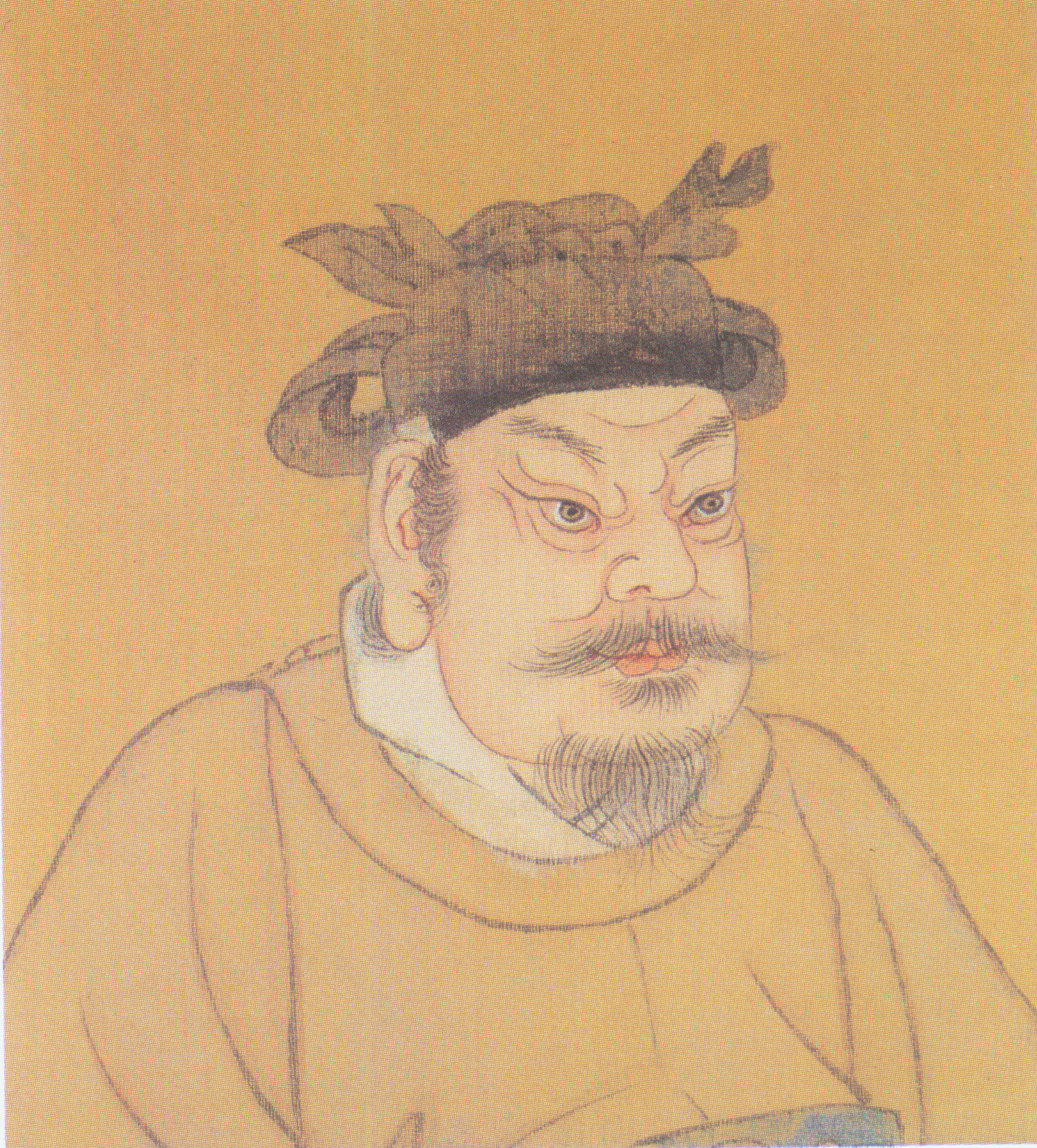
趙奢

趙 奢（ちょう しゃ、生没年不詳）は、中国戦国時代の趙の政治家・将軍。恵文王に仕えて閼与の戦いで秦の軍勢を撃退し、馬服君に封ぜられた。趙括、趙牧の父。 

## 生涯

### 徴税官
趙奢は元は「田部の吏」と呼ばれる田地の徴税官であった。ある時、税金を払わなかった平原君の家の者を厳しく咎め、訴訟を行って9人を死罪に処した。それを知って激怒した平原君は趙奢を殺そうとしたが、趙奢が「彼らは私腹を肥やしておりました。私は法に則っただけです。法が守られなくては国は繁栄せず、法を軽んじれば国は衰退します。そして王族であるあなたが法を守らなくては、一体誰が守るものでしょうか」と理路整然と反論した事で、逆に平原君にその勇気と見識を認められ、恵文王に推挙されて趙の国税の管理を任される。趙奢は公平に税をかけたために、趙の国民は豊かになり、国庫は充実し、趙の国力は増強した。

### 閼与の戦い
紀元前280年、趙奢は将軍として斉の麦丘を攻め取る戦功を上げ、武人としても着目されるようになる。
紀元前269年、秦は将軍公孫胡昜に命じて趙南部の閼与の地に侵攻する。廉頗と楽乗は救援は不可としたが、趙奢は「閼与への道は険しくて狭いので、丁度二匹のネズミが穴の中で1対1で戦うようなものです。将が勇敢な方が勝ちます。」と説き、恵文王はその意見を容れて趙奢を将軍に任じて、閼与への救援に向かわせた。
趙奢は邯鄲から30里の地に塁壁を築いて進軍を止め、閼与への救援を勧める者を斬った。その一方で秦軍の間諜をもてなして帰すなどして、秦軍の油断を誘う。そしてそれを見計らった所で閼与への救援へと向かい、軍士の許歴の進言を受けて北山の地をいち早く占拠し、秦軍に対して一気に攻撃をかけて秦軍を敗退に追い込んだ。
趙奢は恵文王からその戦功を大いに称えられ、廉頗や藺相如と同じ地位に昇格し、馬服君に封じられる。秦はこの三人が健在の間は、趙に攻め込む事が出来なかった。

### 子への危惧
趙奢の子の趙括は、幼少の頃より兵法を学び時には父を論破するほど兵法に通じていたが、趙奢は趙括を評価せず「あれの兵法は口先だけのものだ。戦争とは生死のかかったものであるのに無造作に論じている。趙括が将軍になれば趙を滅ぼす。」とまで言い切り、妻に対しても決して将として用いさせないように、と遺言して亡くなった。しかし、長平の戦いにおいて孝成王は秦の宰相・范雎の策にはまり、司令官の廉頗を更迭して趙括を新たに任命した。だが、机上の兵法家でしかなかった趙括は秦の名将白起にあえなく敗れ戦死し、趙軍は兵士40万人を坑殺されて一気にその勢力を失った。なお、趙括出陣の際に趙括の母は亡夫の言葉に従い、孝成王に対して趙括を将軍に用いないよう懇願した。孝成王がこれを拒否すると、失敗した場合の責任を一族に取らせない事を約束させたために、一族が滅亡する事はなかった。

### その末裔
後漢の成祖光武帝に仕えた将軍馬援や蜀漢の馬超の馬氏は趙奢の末裔であり、その称号である馬服君の馬をとって氏としたと言われる。